# Katharina Migerka
Katharina Migerka (* 8. Dezember 1844 in Tilsit als Katharina Kämpffat; † 20. September 1922 in Graz) war eine österreichische Schriftstellerin und Soziologin.

## Leben
Katharina Migerka kam als Gattin des kaiserlich-königlichen Hofrathes Franz Migerka zunächst nach Brünn, dann 1872 nach Wien, wo ihr Mann zunächst ins Handelsministerium und 1883 zum Central-Gewerbeinspektor berufen wurde. Sie war Mutter der Schriftstellerinnen Helene Migerka sowie Else Migerka.
Bald nach dem Tod des Ehemannes, 1915, zog sie mit beiden Töchtern nach Graz, wo sie wie auch ihre Kinder bis an ihr Lebensende blieben.

## Werk und Wirken
Migerka gründete gemeinsam mit ihrem Gatten in den 1870ern und 80ern die ersten hauswirtschaftlichen Schulen in Wien (Migerka-Schulen) zur Ausbildung von Dienstmädchen und 1894 den „Hilfsverein für Lehrmädchen und junge Arbeiterinnen“, der hauswirtschaftliche Abendkurse anbot und dem eine Stellenvermittlung, ein Sonntags-Mädchenhort, ein Heim für verwaiste Mädchen und andere Wohlfahrtseinrichtungen zugehörten. 
Als Autorin verfasste Migerka u. a. Reisebriefe ihrer Reise nach Amerika und war Mitarbeiterin verschiedener Volksbildungsschriften.

## Veröffentlichungen
- Briefe aus Philadelphia (1876) an eine Freundin. Gerold, Wien 1877 (Signatur der ÖNB: 154.808-B)
- Die stolze Lene. Eine Erzählung für das Volk. Szelinski, Wien 1887 (Signatur der ÖNB: 109.893-B) 
  - —. Hrsg. und verlegt vom allgem. n.-ö. Volksbildungs-Verein. 3. Aufl. G. Szelinski, Wien 1900 (Signatur der ÖNB: 403.824-B)
- Dr. Barnardos Home (Rettungs- und Wohlfahrts-Anstalten). Reiser, Wien 1892 (Signatur der ÖNB: 196.434-B)
- Anleitung zur Schaffung von Haushaltungs-Abendschulen für unbemittelte Mädchen. (Anhang: Kochrecepte mit Preisaufgaben). Szelinsky, Wien 1897 (Signatur der ÖNB: 77.969-B)
- Zur Frage der weiblichen gewerblichen Fortbildungsschule. S.n., Wien 1897.
- Auch eine sociale Aufgabe. Ein Erinnerungsblatt an den Huldigungsfestzug der Kinder Wiens am 24. Juni 1898. Szelinski, Wien 1899 (Signatur der ÖNB: 94.927-B)
- Die Dienstmädchenfrage in einer anderen Beleuchtung. In: Dokumente der Frauen. Band II, Nr. 21/1900, 15. Jänner 1900, S. 573–580. (Online bei ALO).
- Zur Frage der Milchverwertung. Hölder, Wien 1907 (recte 1906) (Signatur der ÖNB: 447.176-B)
- Ottilie Bondy. In: Der Bund. Zentralblatt des Bundes österreichischer Frauenvereine. Nr. 7, Juli 1912 (VII. Jahrgang), S. 3–6. (Online bei ALO).